# ATC code A02
ATC code A02 داروهای درمان اختلالات مرتبط با اسید معده زیرگروهی درمانی از سیستم طبقه‌بندی شیمیایی درمانی آناتومیک است. این سیستمِ متشکل از کدهای حرفی‌عددی را سازمان جهانی بهداشت برای طبقه‌بندی داروها و سایر تولیدات پزشکی ایجاد کرده است. زیرگروه A02 جزوی از گروه آناتومیک A مجرای گوارش و متابولیسم است.

کدهای مورد استفاده در دامپزشکی (کدهای ATCvet) را می‌توان با گذاشتن حرف Q جلو کدهای انسانی ATC ایجاد کرد: مثلاً QA02. 
ممکن است نسخه‌های ملی از طبقه‌بندی ATC حاوی کدهای اضافه‌ای باشند که در این فهرست (نسخهٔ سازمان جهانی بهداشت) نیامده باشند.

## A02A Antacids

### A02AAمنیزیمcompounds
A02AA01 منیزیم کربنات
A02AA02 اکسید منیزیم
A02AA03 پراکسید منیزیم
A02AA04 منیزیم هیدروکسید
A02AA05 طلق
A02AA10 Combinations

### A02ABآلومینیمcompounds
A02AB01 آلومینیم هیدروکسید
A02AB02 آلومینیم هیدروکسید
A02AB03 فسفات آلومینیوم
A02AB04  Dihydroxialumini sodium carbonate
A02AB05 Aluminium acetoacetate
A02AB06 Aloglutamol
A02AB07 Aluminium glycinate
A02AB10 Combinations

### A02ACکلسیمcompounds
A02AC01 کلسیم کربنات
A02AC02 کلسیم سیلیکات
A02AC10 Combinations

### A02AD Combinations and complexes of aluminium, calcium and magnesium compounds
A02AD01 Ordinary salt combinations
A02AD02 آلومینیوم ام‌جی‌اس
A02AD03 Almagate
A02AD04 Hydrotalcite
A02AD05 الماسیلات

### A02AF Antacids with antiflatulents
A02AF01 آلومینیوم ام‌جی‌اس و antiflatulents
A02AF02 Ordinary salt combinations and antiflatulents

## A02B داروهایزخم معدهوبازگشت اسید به مری(GORD)

### A02BAH2-receptor antagonists
A02BA01 سایمتیدین
A02BA02 رانیتیدین
A02BA03 فاموتیدین
A02BA04 نیزاتیدین
A02BA05 نیپروتیدین
A02BA06 روکساتیدین استات
A02BA07 رانیتیدین
A02BA08 لافوتیدین
A02BA51 سایمتیدین, combinations
A02BA53 فاموتیدین, combinations

### A02BBپروستاگلاندین
A02BB01 میزوپرستول
A02BB02 Enprostil

### A02BCمهارکننده‌های پروتون پمپ
A02BC01 امپرازول
A02BC02 پنتوپرازول
A02BC03 لانسوپرازول
A02BC04 رابپرازول
A02BC05 اس‌امپرازول
A02BC06 دکس‌لانسوپرازول
A02BC07 Dexrabeprazole
A02BC53 Lansoprazole, combinations
A02BC54 Rabeprazole, combinations

### A02BD Combinations for eradication ofهلیکوباکتر پیلوری
A02BD01 امپرازول, آموکسی سیلین and مترونیدازول
A02BD02 لانسوپرازول, تتراسایکلین and metronidazole
A02BD03 Lansoprazole, amoxicillin and metronidazole
A02BD04 پنتوپرازول, amoxicillin and کلاریترومایسین
A02BD05 Omeprazole, amoxicillin and clarithromycin
A02BD06 اس‌امپرازول, amoxicillin and clarithromycin
A02BD07 Lansoprazole, amoxicillin and clarithromycin
A02BD08 Bismuth subcitrate, tetracycline and metronidazole
A02BD09 Lansoprazole, clarithromycin and tinidazole
A02BD10 Lansoprazole, amoxicillin and لووفلوکساسین
A02BD11 Pantoprazole, amoxicillin, clarithromycin and metronidazole

### A02BX Other drugs for peptic ulcer and gastro-oesophageal reflux disease (GORD)
A02BX01 Carbenoxolone
A02BX02 سوکرالفیت
A02BX03 پیرنزپین
A02BX04 Methiosulfonium chloride
A02BX05 بیسموت ساب‌سیترات
A02BX06 پروگلومید
A02BX07 گفارنات
A02BX08 سولگلیکوتید
A02BX09 استوکسولون
A02BX10 زولیمیدین
A02BX11 Troxipide
A02BX12 Bismuth subnitrate
A02BX13 آلژینیک اسید
A02BX51 Carbenoxolone, combinations excluding psycholeptics
A02BX71 Carbenoxolone, combinations with psycholeptics
A02BX77 گفارنات, combinations with psycholeptics

## A02X سایر داروهای درمان اختلالات مرتبط با اسید معده
خالی